# 斯大林白海-波罗的海运河修建史
斯大林白海-波罗的海运河修建史（俄语：Беломорско - Балтийский канал имени Сталина: История строительства, 1931 - 1934 гг.）是1934年苏联历史作品，详细讲述了白海-波罗的海运河的修建过程和参与建设的劳动力情况，主要编纂者为苏联作家马克西姆·高尔基，利奥波德·阿维尔巴赫等其他作家亦有参与。1935年被翻译成英语在英国和美国出版。作品主要意图是展示国家依照其目标改造自然和人类的能力。1937年，该书在苏联停止出版并被查禁。苏联作家索尔仁尼琴在《古拉格群岛》中评价此书“很不光彩”，是“俄罗斯文学中第一部歌颂奴隶劳动”的作品。